# Dimorphandra pennigera
Dimorphandra pennigera är en ärtväxtart som beskrevs av Louis René Tulasne. Dimorphandra pennigera ingår i släktet Dimorphandra och familjen ärtväxter. Inga underarter finns listade i Catalogue of Life.